# NGC 6179
NGC 6179 (другие обозначения — ZWG 196.73, NPM1G +35.0377, PGC 58401) — галактика в созвездии Геркулес.
Этот объект входит в число перечисленных в оригинальной редакции «Нового общего каталога».